# 特雷韦里安
特雷韦里安（法語：Trévérien，法語發音：[tʁeveʁjɛ̃]）是法国伊勒-维莱讷省的一个市镇，位于该省西北部，属于圣马洛区。

## 地理
特雷韦里安（48°22'15"N, 1°55'41"W）面积12.08 平方千米，位于法国布列塔尼大區伊勒-维莱讷省，该省份为法国西北部沿海省份，位于布列塔尼半岛东部，北濒大西洋，西接阿摩尔滨海省和莫尔比昂省，南至大西洋卢瓦尔省，西南端接曼恩-卢瓦尔省，东临马耶讷省，东北与芒什省接壤。
与特雷韦里安接壤的市镇（或旧市镇、城区）包括：普莱斯代尔、普勒格讷克、圣多米纳克、特里梅、圣蒂阿尔、埃夫朗、圣瑞多斯。

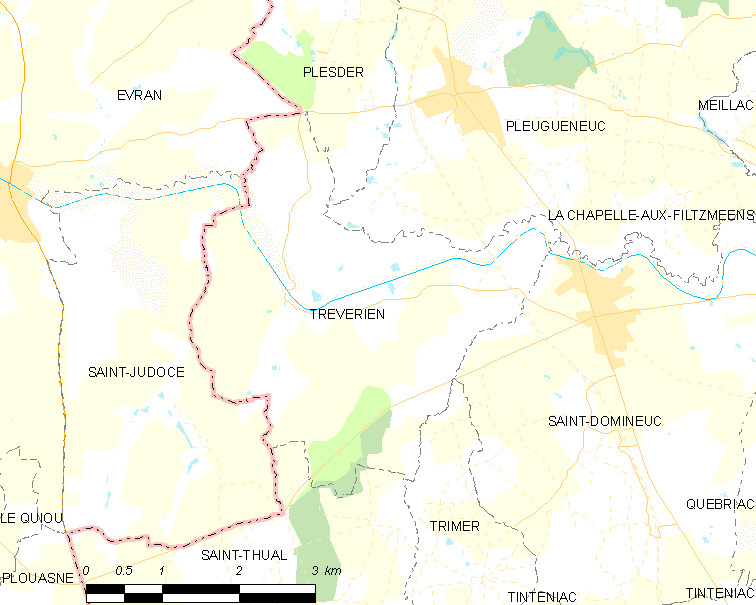
特雷韦里安的OSM定位图

特雷韦里安的时区为UTC+01:00、UTC+02:00（夏令时）。

## 行政
特雷韦里安的邮政编码为35190，INSEE市镇编码为35345。

## 政治
特雷韦里安所属的省级选区为孔堡县。

## 人口

1962-2008年间特雷韦里安人口变化图示

特雷韦里安于2022年1月1日时的人口数量为918人。